# Pier Marco Bertinetto
Pier Marco Bertinetto (Ferrara, 18 gennaio 1947) è un linguista italiano.

## Biografia
Laureatosi all'Università degli Studi di Torino nel 1970 in Storia della lingua italiana, è stato professore incaricato nella medesima università dal 1975, quindi professore ordinario nell'anno accademico 1980-1981 a Roma e dall'anno successivo alla Scuola Normale Superiore di Pisa, dove ha insegnato Linguistica generale e diretto il Laboratorio di Linguistica. I suoi principali ambiti di ricerca (di impianto teorico e/o sperimentale) sono stati: fonetica e fonologia, morfologia, semantica verbale, linguistica tipologica di orientamento descrittivo.
Nella prima metà degli anni Settanta ha collaborato con il centro di ricerca torinese di telecomunicazioni CSELT per lo studio della sintesi vocale, in particolare con il team che ha realizzato il sistema MUSA, il primo sintetizzatore vocale in Italiano.
È stato presidente della Societas Linguistica Europaea per il 2009. È membro della Suomalainen Tiedeakatemia (Accademia Finlandese delle Scienze), dell'Academia Europæa, dell'Österreichische Akademie der Wissenschaften e dell'Accademia delle Scienze di Torino.
Nel 1989 ha fondato la Rivista di Linguistica, dal 1999 Italian Journal of Linguistics, che dirige tuttora.